# 1984 (반 헤일런의 음반)
| 전문가 평가                        | 전문가 평가 |
| 평가 점수                          | 평가 점수   |
| 출처                               | 점수        |
| ---------------------------------- | ----------- |
| AllMusic                           | [ 3 ]       |
| Christgau's Record Guide: The '80s | B+          |
| Rolling Stone                      | [ 5 ]       |
| Encyclopedia of Popular Music      | [ 6 ]       |
| The Great Rock Discography         | 7/10        |

《1984》는 1984년 1월 9일에 발매된 미국의 하드 록 밴드 반 헤일런의 여섯 번째 스튜디오 음반이다. 1985년 창작 차이에 이어 탈퇴한 리드 싱어 데이비드 리 로스와 4명의 오리지널 멤버가 모두 참여한 최종 스튜디오 음반이 수록된 《A Different Kind of Truth》 (2012년)까지 반 헤일런의 마지막 음반이었다. 《1984》과 반 헤일런의 데뷔 음반은 각각 1천만 장 이상 팔린 반 헤일런의 베스트셀러 음반이다.
《1984》는 음악 평론가들로부터 좋은 평가를 받았다. 《롤링 스톤》은 1980년대 가장 위대한 음반 100개 목록에 81위를 기록했다. 빌보드 200 음반 차트에서 2위에 올랐으며 마이클 잭슨의 《Thriller》(기타리스트 에디 반 헤일런이 객원으로 참여)에 이어 5주간 그 자리에 머물렀다.

## 녹음
1982년 음반 《Diver Down》에 이어 기타리스트 에디 반 헤일런은 반 헤일런의 프런트맨 데이비드 리 로스, 프로듀서 테드 템플먼에게 양보한 것에 불만이었다. 둘 다 에디가 키보드를 밴드의 음악에서 두드러진 악기로 만드는 것을 단념시켰다. 1983년 에디는 그의 뒷마당에 자신의 스튜디오를 지었는데, 이 스튜디오의 이름은 LA 경찰 규정에서 "탈출된 정신 환자"를 따 5150이라고 명명했다. 그곳에서 그는 반 헤일런의 후속작인 《Diver Down》을 로스나 템플먼으로부터 그다지 인식되지 않고 작곡했다. 그 결과는 밴드의 두 창조적인 파벌들, 즉 키보드가 많은 노래들이 혼합된 것과 밴드가 알고 있는 강렬한 록을 절충한 것이었다.
프로듀서 테드 템플먼은 《롤링 스톤》이 1984년 80년대 베스트 음반 100에 대한 회고적 리뷰에서 "내가 볼 때는 [왜 1984가 반 헤일런을 더 넓고 더 많은 청중으로 수상했는가] 정말 명백하다. 에디 반 헤일런은 신시사이저를 발견했다."
당시 에디는 밴드의 오랜 엔지니어인 돈 랜디 (그리고 이후 프로듀서인 《5150》과 《OU812》)와 함께 자신의 스튜디오를 짓는 중이었다. 판자와 테이프 기계가 설치되는 동안 에디는 시간을 보내기 위해 신시사이저 작업을 시작했다. 템플먼은 "예전이 없었다"고 말했다. "그는 그것이 제대로 들릴 때까지 그냥 몸을 비틀었을 거였다."

## 커버 아트
커버 아트는 그래픽 아티스트 마고 나하스에 의해 만들어졌다. 나하스는 4명의 크롬 여성이 춤을 추는 커버를 만들어 달라는 요청을 받았지만 창조적인 어려움 때문에 거절했다. 그녀의 남편은 어쨌든 그녀의 포트폴리오를 밴드로 가져왔고, 그들은 그 자료에서 사용된 담배를 훔치는 푸토의 그림을 골랐다. 그 모델은 나하스의 가장 친한 친구 중 한 명의 아이였던 카터 헬름이었는데, 그녀는 캔디 담배를 들고 사진을 찍었다. 음반 발매 당시 영국에서는 앞면 커버가 검열되었는데, 그것은 푸토의 손에 든 담배와 담배갑을 가리는 스티커가 붙어 있었다. 뒷면 커버는 녹색 미래형 글꼴로 《1984》로 네 명의 밴드 멤버 모두를 개별적으로 특징짓는다.

## 곡 목록
모든 곡들은 특별한 언급이 없는 한 에디 반 헤일런, 알렉스 반 헤일런, 마이클 앤서니 그리고 데이비드 리 로스에 의해 작사/작곡하였다.
| #  | 제목               | 재생 시간 |
| -- | ------------------ | --------- |
| 1. | 〈1984〉           | 1:07      |
| 2. | 〈Jump〉           | 4:01      |
| 3. | 〈Panama〉         | 3:31      |
| 4. | 〈Top Jimmy〉      | 2:59      |
| 5. | 〈Drop Dead Legs〉 | 4:14      |

| #  | 제목                | 작사·작곡                                                 | 재생 시간 |
| -- | ------------------- | --------------------------------------------------------- | --------- |
| 6. | 〈Hot for Teacher〉 |                                                           | 4:42      |
| 7. | 〈I'll Wait〉       | E. 반 헤일런, A. 반 헤일런, 앤서니, 로스, 마이클 맥도널드 | 4:40      |
| 8. | 〈Girl Gone Bad〉   |                                                           | 4:35      |
| 9. | 〈House of Pain〉   |                                                           | 3:19      |

## 인증
| 국가                                                  | 인증        | 판매량/출하량 |
| ----------------------------------------------------- | ----------- | ------------- |
| 캐나다 (뮤직 캐나다)                                  | 5× 플래티넘 | 500,000^      |
| 핀란드 (Musiikkituottajat)                            | 골드        | 25,305        |
| 프랑스 (SNEP)                                         | 골드        | 100,000*      |
| 독일 (BVMI)                                           | 플래티넘    | 500,000^      |
| 일본 (RIAJ)                                           | 골드        | 100,000^      |
| 뉴질랜드 (RMNZ)                                       | 플래티넘    | 15,000^       |
| 영국 (BPI)                                            | 골드        | 100,000^      |
| 미국 (RIAA)                                           | 다이아몬드  | 10,000,000^   |
| *판매량을 기반으로 한 인증 ^출하량을 기반으로 한 인증 |             |               |